# Șarada
Șarada este un film românesc din 2013 regizat de Șerban Marinescu. Rolurile principale au fost interpretate de actorii Marian Râlea, Adrian Titieni, Mircea Diaconu.

## Distribuție
Distribuția filmului este alcătuită din:
- Mircea Diaconu
- Mirela Oprișor
- Florin Zamfirescu
- Deborah Feldman
- Marian Râlea
- Adrian Titieni